# Callaeas
Callaeas – rodzaj ptaków z rodziny koralników (Callaeidae).

## Zasięg występowania
Rodzaj obejmuje gatunki występujące na Nowej Zelandii.

## Morfologia
Długość ciała 37–38 cm, masa ciała 200–250 g.

## Systematyka
Rodzaj zdefiniował w 1788 roku niemiecki przyrodnik Johann Reinhold Forster w publikacji swojego autorstwa Enchiridion historiae naturali inserviens. Jako gatunek typowy Forster wyznaczył koralnika żółtopłatkowego (C. cinereus).  

### Etymologia
- Callaeas (Calloeas, Callaeus): gr. καλλαια kallaia „kogucie korale”[9].
- Glaucopis (Glaucopsis, Glaucopus): gr. γλαυκος glaukos „niebieskoszary, modry”; οψις opsis „wygląd”[10]. Typ nomenklatoryczny: Glaucopis cinerea J.F. Gmelin, 1788.

### Podział systematyczny
Do rodzaju należą następujące gatunki:
- Callaeas wilsoni (Bonaparte, 1850) – koralnik modropłatkowy
- Callaeas cinereus (J.F. Gmelin, 1788) – koralnik żółtopłatkowy – takson prawdopodobnie wymarły